# The Rockin' Vickers
The Rockin' Vickers bili su engleski rock sastav iz Blackpoola, koji je djelovao ranih šesdesetih godina. Za našu sredinu su značajni, jer su oni bili prvi engleski rock sastav koji je gostovao u Zagrebu 1965. godine, i održao par koncerata u rasprodanoj dvorani ondašnje Kinoteke (kino August Cesarec) u Ilici.

## Povijest sastava
Grupa je osnovana 1963., poput mnogih drugih beat sastava iz tog vremena, i oni su se zadovoljavali time da što vjernije odsviraju tada popularne R&B i beat standarde, a neki rad na vlastitom glazbenom izričaju uopće ih nije interesirao, tko da su snimili vrlo malo vlastitog materijala. Bili su manje više lokalna koncertna atrakcija (nastupali su kostimirani u Vikinge), stekli su neku popularnost u Finskoj. Ostat će zapamćeni kao prva rock skupina koja je nastupila iza željezne zavjese u ljeto 1965., serijom koncerata u ondašnjoj Jugoslaviji. Grupa se raspala 1967.

## Članovi sastava
- 1963. – 1964.: 
  - Harry Feeney: solo pjevač
  - Alex Hamilton: gitara
  - Peter Moorhouse: bas-gitara
  - Cyril Shaw: bubnjevi
  - Ken Hardacre: solo gitara

- 1964. – 1965.: 
  - Harry Feeney: solo pjevač
  - Ian Holdbrook: gitara / usna harmonika
  - Nicholas Gribbon: gitara
  - Stephen Morris: bas-gitara
  - Cyril Shaw: bubnjevi

- 1965. – 1967.:
  - Harry Feeney: solo pjevač
  - Lemmy Kilmister: gitara
  - Stephen Morris: bas-gitara
  - Cyril Shaw: bubnjevi

## Diskografija

### Singl ploče
- "I Go Ape" druga strana "Someone Like You", Decca Records, F11993, 1964, Britanija
- "Stella" druga strana "Zing! Went The Strings Of My Heart",  Decca Records, SD5662, 1966, Finska
- "Stella" druga strana "Zing! Went The Strings Of My Heart", 1966, Irska
- "It's Alright" (pjesma Pete Townshenda) druga strana "Stay By Me", CBS/Columbia (EMI) 202051, 1966, Britanija
- "Dandy"(pjesma Raya Daviesa) druga strana "I Don't Need Your Kind", CBS/Columbia (EMI) 202241, 1966., Britanija
- "Dandy" druga strana "I Don't Need Your Kind", Columbia Records, 4-43818 1966, S.A.D.

## Vanjske poveznice
- Manchester Beat  Arhivirana inačica izvorne stranice od 20. siječnja 2009. (Wayback Machine)
- www.wangdangdula.com - The Rockin' Vickers  Arhivirana inačica izvorne stranice od 3. veljače 2007. (Wayback Machine)